# 윤회
윤회 또는 삼사라(輪廻, 산스크리트어: संसार 삼사라, reincarnation, rebirth, cyclicality of life or existence)는 다르마 계통 종교들의 주요 교리로서, 해탈의 경지에 도달하지 못한 사람은 그 깨달음, 경지 또는 구원된 상태에 도달할 때까지 계속하여 이 세상으로 재탄생한다는 내용의 교리이다. 이 세상에서 겪는 삶의 경험이 자신의 발전에 더 이상 필요치 않는 상태 또는 경지에 도달할 때 비로소 이 세상으로의 윤회가 끝난다. 윤회, 즉, 삶과 죽음의 인생사는 어둠을 극복하여 깨달음 또는 구원에 이르는 여정이다.  
힌두교 · 자이나교 · 불교 · 시크교 등 주로 인도계 종교에서 윤회를 믿으며 중요한 교의 중의 하나로 여기고 있다. 서양의 경우, 고대 이집트 종교 · 피타고라스 학파 · 영지주의 · 헤르메스주의 등에서 윤회를 믿었거나 믿고 있다.
힌두교와 불교에 따르면, 윤회를 부정하는 것은 인과응보 또는 원인과 결과의 인과법칙을 부정하는 것으로, 인과법칙을 부정하게 되면 인간이 도덕적 행위를 해야 하는 근거가 무너진다고 본다. 힌두교의 윤회의 교의에 따르면, 탄생은 영혼이 육체 · 감각 기관 · 마음과 연결되는 것으로, 따라서 탄생은 새로운 무언가가 생겨나는 것이 아니라 새로운 연결을 맺는 것이며, 죽음은 완전한 소멸 또는 파괴가 아니라 영혼이 육체와 분리되는 것이다. 힌두교에서는 이러한 윤회의 교의를 부정하는 것은 모든 사람이 카르마에 따라 정당한 과보를 받아 자신의 삶의 모습을 벌어들이게 된다는 도덕적 법칙을 부정 또는 무시하는 것이라고 본다. 태어나기 전에 이미 존재하였고 죽은 후에도 존재할 영혼 또는 자아 또는 상속 또는 연기에 대한 개념을 가지고 있지 않고 오직 현생의 물질적 존재만이 전부라는 개념을 가지고 있는 사람은 삶이 자연의 우연의 산물이며 "가질 수 있을 때 최대한 가지자"는 생각을 발전시킬 가능성이 아주 크며 그 결과 동료들과 이웃들에게 이기적이고 잔인하게 될 가능성이 크다고 본다. 또한 윤회를 부정하는 것은 세상에 존재하였던 여러 위대한 성인들의 가르침을 무의미한 헛된 일로 치부하는 것이라고 본다.

## 각 종교별 윤회

### 힌두교
힌두교의 교리에 의하면 해탈에 도달하지 못한 자들은 우주 안에서 끊임없이 낳고 죽기를 반복하며 윤회한다. 인간이라 하더라도 다음 생애에는 짐승으로 태어나기도 하며 신으로 태어나기도 한다. 이러한 수없이 많은 윤회의 과정에서 사람은 한 인생을 살면서 쌓은 카르마에 의해 다음 생애가 결정된다. 다르마에 따른 삶을 살다 죽으면 다음 생애에는 보다 존귀한 카스트 출신으로 태어나지만 다르마에 어긋나는 삶을 살면 다음 생애에는 더 비천한 카스트 출신으로 태어나게 된다.

### 불교
불교에 따르면, 부처의 지위("열반")에 도달하지 못한 사람의 삶은 여기에서 저기로 혹은 이곳에서 저곳으로 돌아가며 윤회를 거듭하게 된다. 불교에서 윤회는 당연한 기본 전제이다. 예를 들어, 《디가 니까야》 제22경 〈대념처경〉에서 고타마 붓다는 다음과 같이 말하고 있다. 
비구들이여, 그러면 어떤 것이 원하는 것을 얻지 못하는 괴로움인가? 비구들이여, 태어나기 마련인 중생들에게 이런 바람이 일어난다. '오 참으로 우리에게 태어나는 법이 있지 않기를! 참으로 그 태어남이 우리에게 오지 않기를!'이라고 그러나 이것은 원한다 해서 얻어지지 않는다. 원하는 것을 얻지 못하는 이것도 괴로움이다.

이 말씀과 관련된 내용으로 《구사론》 제10권에서는 번뇌라는 뿌리를 제거하지 않는 한 생의 상속, 즉, 윤회, 즉 혹업고의 사이클은 끝이 없다고 말하고 있다. 
이를테면 종자로부터 싹과 잎 등이 생겨나는 것처럼 번뇌로부터 번뇌와 ‘업’과 ‘사’(즉, 고의 삶)가 생겨난다. 용이 못을 지키면 물이 항상 마르지 않는 것처럼 번뇌가 업을 지키면 생의 상속은 무궁하다. 풀의 뿌리를 아직 뽑지 않았으면 싹은 베어도 베어도 다시 생겨나는 것처럼 취(趣)도 멸하고 멸하여도 다시 일어나게 된다.— 《아비달마구사론》 제10권. 한글본

또한 고타마 붓다는 정견(바른 견해)을 포함한 8정도와 같은 선법을 행하면 비록 윤회하지만 지금 보다 더 좋은 곳에 태어날 수 있으며 또는 8정도와 같은 선법을 통해 윤회 자체를 벗어날 수도 있다고 말하고 있다.

T02n0099_p0203a21║何等為正見？謂正見有二種，有正見，是

T02n0099_p0203a22║世、俗，有漏、有取，轉向善趣；有正見，是聖、出世

T02n0099_p0203a23║間，無漏、無取，正盡苦，轉向苦邊。何等為正

T02n0099_p0203a24║見有漏、有取，向於善趣？若彼見有施、有說，

T02n0099_p0203a25║乃至知世間有阿羅漢，不受後有，是名世

T02n0099_p0203a26║間正見，世、俗，有漏、有取，向於善趣。何等為正

T02n0099_p0203a27║見是聖、出世間，無漏、不取，正盡苦，轉向苦邊？

T02n0099_p0203a28║謂聖弟子苦苦思惟，集、滅、道道思惟，無漏思

T02n0099_p0203a29║惟相應，於法選擇，分別推求，覺知黠慧，開

T02n0099_p0203b01║覺觀察，是名正見是聖、出世間，無漏、不取，正

T02n0099_p0203b02║盡苦，轉向苦邊。
어떤 것이 바른 견해인가？ 바른 견해에는 두 가지가 있다. 하나는 세상 사람과 세속의 바른 견해로서 번뇌[漏]가 있고 취함[取]이 있으면서 좋은 세계[善趣]로 향하는 것이요, 또 하나는 성인과 출세간(出世間)의 바른 견해로서 번뇌가 없고 취함이 없어, 바로 괴로움을 없애 괴로움의 끝으로 향하는 것이다. 
어떤 것을 세상 사람과 세속의 바른 견해로서 번뇌가 있고 취함이 있으면서 좋은 세계로 향하는 것이라고 하는가？ 만일 그가 보시[施]가 있고 주장[說]이 있음을 보고,……(내지)……이 세상에 어떤 아라한이 있어 후생(後生)에 몸을 받지 않는다는 것을 안다면, 그것이 세간의 바른 견해요, 세상 사람과 세속의 바른 견해로서 번뇌가 있고 취함이 있으면서 좋은 세계로 향하는 것이라고 한다.

어떤 것을 성인과 출세간의 바른 견해로서, 번뇌가 없고 취함이 없어, 바로 괴로움을 없애 괴로움의 끝으로 향하는 것이라고 하는가？ 이른바 거룩한 제자는 괴로움을 괴로움이라 생각하고, 괴로움의 발생[集]ㆍ소멸[滅]도 마찬가지로 생각하며, 소멸에 이르는 길[道]을 소멸에 이르는 길이라 생각하여, 번뇌가 없는 생각과 서로 호응하여, 법을 선택하고 분별하여 깨달아 앎을 구하고 지혜로 깨닫고 관찰한다. 이것을 성인과 출세간의 바른 견해로서, 번뇌가 없고 취함이 없어 바로 괴로움을 없애 괴로움의 끝으로 향하는 것이라고 하느니라.— 《잡아함경》 제28권 제785경 〈광설팔성도경〉(廣說八聖道經)    한문본 & 한글본

윤회(輪廻)는 산스크리트어 삼사라(Samsāra: "계속된 흐름 · Continuous flow")를 뜻에 따라 번역한 것으로 윤회전생(輪廻轉生) 또는 생사유전(生死流轉)이라고도 한다. 마치 수레바퀴가 회전하여 멎지 않는 것처럼 중생이 번뇌와 업(業)으로 인하여 "길 잃은 세계"(미계 · 迷界), 즉 3계(三界: 욕계 · 색계 · 무색계) 6도(六道: 지옥도 · 아귀도 · 축생도 · 수라도 · 인간도 · 천신도)에 다시 태어나고 죽는 것이 끝없는 것을 말한다. 이 괴로운 존재에서 벗어나는 경지가 열반(涅槃)이다. 윤회 사상은 인도 사상의 현저한 특색이었으며, 불교 역시 이 사상을 가졌다.
초기불교 이후의 부파불교의 시대에서도, 사실 사상을 가진 정도가 아니라, 윤회는 너무나 당연한 상식 중의 상식이었다. 달리 말해, 하나의 사실이었다.《구사론》 제8권에는 윤회와 밀접히 관련된 주제인 생유 · 본유 · 사유 · 중유의 4유에 대한 논의가 있다. 당시에 분별론자, 대중부, 화지부, 일설부, 설출세부, 계윤부는  중유의 실재성을 부정하였다. 즉, 그들은 예를 들어 색계에 태어나기에 충분한 선업을 쌓은 상태에서 욕계에서 죽었을 때 중유를 거치거나 하는 것이 아니라 색계에 곧바로 다시 태어난다고 주장하였다. 즉, 이들에게도 윤회는 기본 상식 또는 전제였으며 다만 윤회의 구체적 진행 과정에 대해 다른 견해가 있었던 것이다. 《구사론》의 저자인 세친은 여러 이증(理證)과 교증(敎證)을 들어 중유가 실재한다고 논증한다. 그리고 중유의 실재성을 부정하는 이들에 대해 세친은 다음과 같이 탄식하고 있다. 
아! 슬프도다. 그대들은 어리석고 미혹함을 굳게 지키어 이치도 어기고 교법도 거부하니,
가슴 아프기가 그지없다. 제 유정으로서 앞에서 논설한 이증과 교증에 의거하여
그것을 기준[量]으로 삼은 자라면 거기(욕계ㆍ색계)에 중유가 실재한다는 것은 지극히 상식적인 것[極成]이다.— 《아비달마구사론》 제8권. 한글본

불교의 교의에 따르면, 3계 중 이 세상인 욕계에 태어난 중생(衆生 · Sattva)은 여기에서 한 일(業)에 따라서 지옥 · 아귀 · 축생 · 아수 · 인간 · 천신의 여섯 가지 삶의 모습 가운데 하나를 취하여 저곳에서 돌아 넘어가게 된다. 이들 중 뒤의 세 가지 삶은 좋은 업을 이룬 이들이 돌아가는 길("삼선도 · 三善道")라 부르며, 앞의 세 가지 삶은 나쁜 업을 이룬 이들이 지나가야 할 길("삼악도 · 三惡道")라 부른다. 또한 깨달음을 성취해 감에 따라, 욕계를 벗어나 3계(三界)의 다른 두 계인 색계 또는 무색계에 이르게 되며, 부처의 지위("열반")에 도달하면 3계 속에 윤회하는 일이 그치게 된다. 불교의 교의에 따르면, 3계6도(三界六道)는 우주가 욕계 · 색계 · 무색계의 3계(三界)로 이루어져 있고, 이 중에서 욕계는 다시 지옥 · 아귀 · 축생 · 아수라 · 인간 · 천신의 6도(六道)로 이루어져 있는데, 아직 부처의 지위에 도달하지 못한 중생들이 끊임없이 벗어나지 못하고 죽고 태어나고를 무한히 반복하는 곳이다. 윤회를 반복하는 깨닫지 못한 사람들의 삶의 모습은 "있는 모습"(Bhava · 有)이라고 부르기도 한다. 3유는 3계에서의 삶, 즉, 아직 윤회를 벗어나지 못한 상태의 삶을 뜻한다.

### 자이나교
자이나교는 차르바카(인도 유물론자)를 제외한 고대 인도의 모든 영적 전통과 마찬가지로 해탈을 목표로 한다. 자이나교에 따르면, 해탈은 윤회의 사슬로부터 벗어나는 것이다. 해탈은 영혼이 완전지를 성취함으로써 이루어진다. 영혼의 본래 상태는 완전한 믿음, 완전한 지식, 완전한 능력, 완전한 기쁨이지만, 해탈하지 못한 영혼은 무지와 격정을 원인으로 하여 형성된 카르마가 영혼과 결합되어 있어서 이러한 본래 상태가 가려져 있는 상태이다. 새로운 카르마의 유입을 차단하고 이미 유입된 모든 카르마를 제거함으로써 본래의 상태인 완전지를 회복한 영혼은 생존 시에는 윤회의 사슬을 벗어나고 현생이 끝났을 때 세계의 가장 꼭대기로 올라가 영원한 안식과 평화를 누린다.

### 기독교
기독교의 부활은 불교의 윤회와는 다른 개념이다. 윤회는 열반에 도달하지 않는 한 끝없이 반복되지만 부활은 일회성이다.

### 영지주의
많은 영지주의자들이 정통파 기독교인들과는 달리 윤회를 믿었다. 정통파 기독교의 교부로 알렉산드리아파를 대표하였던 오리게네스에 따르면, 유력한 영지주의 분파 중의 하나였던 바실리데스파의 창시자인 바실리데스는 사람이 구원을 성취하지 못하고 죽었을 때 받는 유일한 벌은 이 세상으로 다시 태어나는 것이라고 가르쳤다. 또한 오리게네스은, 바실리데스가 가르친 윤회의 교의로 인해, 악한 행위를 하면 죽어서 지옥에 가게 된다는 두려움을 가지게 하여 결과적으로 사람들로 하여금 선한 행위를 하게 만드는 "유익한 두려움"이 사라져 버리게 되었다고 불만을 제기하였다.
세트파 영지주의의 문헌인 《요한의 비밀 가르침》에는 예수와 요한의 다음과 같은 문답이 있다.

나(요한)는 그(예수)에게 물었다. "주님, 자신이 어디에서 왔는지 모르는 사람들의 영은 어떻게 됩니까? 그들은 어디로 가나요?"

예수께서는 다음과 같이 답하였다. "거짓된 영이 강해져서 길을 잃는다. 그들의 영은 무거워져 악에 이끌려 망각(자신의 기원이 신성임을 자각하지 못하는 상태, 즉, 그노시스가 미약한 상태)에 빠진다."

"육체에서 나왔을 때(죽었을 때) 그 영은 아르콘들이 창조한 권속들에게 넘겨져 쇠사슬에 묶인 채로 다시 감옥(육체와 이 세상) 속으로 던져진다. 이런 일이 마침내 앎(그노시스, 즉, 자신의 기원이 신성임을 자각하는 상태 또는 이 자각을 불러일으키는 가르침)을 통해 망각으로부터 자유로워질 수 있을 때까지 계속하여 반복되고 반복된다. 이를 통해 결국 그 영은 완전해지고 그럼으로써 구원 받는다."
— Davies, Stevan L. (2005), 《Secret Book of John: The Gnostic Gospel Annotated & Explained》p.143. 
한글 편집자 번역. 괄호는 편집자 주

### 헤르메스주의
헤르메스주의에는 어떤 상태로부터 자유로워지기 전에는 계속하여 윤회 또는 환생하게 된다는 언급이 있다. 헤르메스 트리스메기스투스는 다음과 같이 말하고 있다.
오 아들아, 도대체 우리는 얼마나 많은 육신을 거쳐야, 얼마나 많은 악마의 무리를 겪어야, 얼마나 많은 별들의 반복과 주기들을 거쳐야, 하나인 존재에게로 가는 것을 서둘게 될까?— 《The Way of Hermes》,  p.33

## 같이 보기
- 연기
- 환생
- 영혼

## 참고 문헌
- 이 문서에는 다음커뮤니케이션(현 카카오)에서 GFDL 또는 CC-SA 라이선스로 배포한 글로벌 세계대백과사전의 "세계 사상 > 사상 용어 > 동양사상 관계 > 불교 관계 > 윤회" 항목을 기초로 작성된 글이 포함되어 있습니다.
- (영어) Bernard, Theos (1947).《Hindu Philosophy》. Philosophical Library, New York.
- (영어) Hermann Jacobi (1908). 〈Jainism〉. 《Encyclopedia of Religion and Ethics》 VII. New York: Charles Scribner's Son. 465-474쪽.